# 圣埃芒
圣埃芒（法語：Saint-Éman，法語發音：[sɛ̃.t‿emɑ̃]）是法国厄尔-卢瓦省的一个市镇，属于沙特尔区。

## 地理
圣埃芒（48°19'19"N, 1°13'4"E）面积4.6 平方千米，位于法国中央-卢瓦尔河谷大区厄尔-卢瓦省，该省份为法国北部内陆省份，北起顺时针与厄尔省、伊夫林省、埃松省、卢瓦雷省、卢瓦-谢尔省、萨尔特省和奧恩省接壤。
与圣埃芒接壤的市镇（或旧市镇、城区）包括：农维利耶-格朗杜。
圣埃芒的时区为UTC+01:00、UTC+02:00（夏令时）。

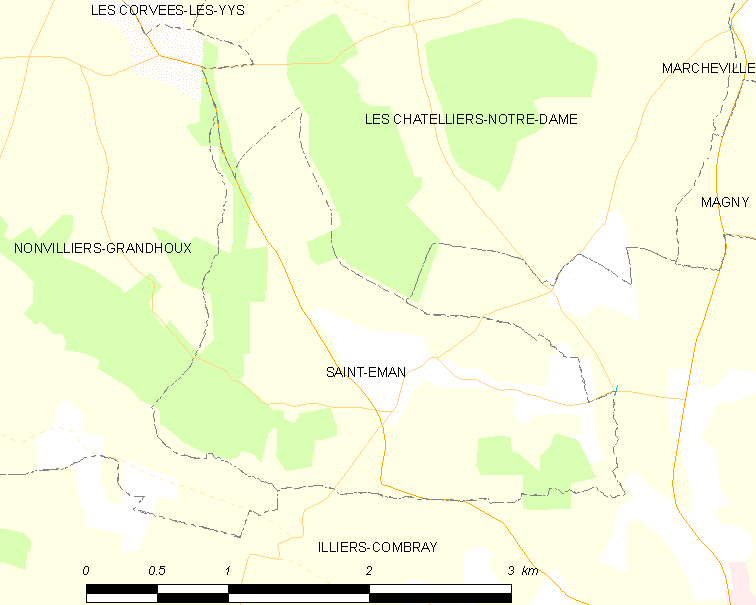
圣埃芒的OSM定位图

## 行政
圣埃芒的邮政编码为28120，INSEE市镇编码为28336。

## 政治
圣埃芒所属的省级选区为伊利耶孔布赖县。

## 人口

1962-2008年间圣埃芒人口变化图示

圣埃芒于2022年1月1日时的人口数量为94人。